# Henk Dijkhuizen
Henk Dijkhuizen (L'Aia, 9 giugno 1992) è un calciatore olandese, difensore del Patro Eisden.

## Carriera
Dopo aver giocato tre stagioni in seconda serie con lo Sparta Rotterdam, nel 2013 passa al Roda JC con cui debutta in Eredivisie.